# ダブルスピーク
ダブルスピーク（英語: Doublespeak、二重表現、二重語法）とは、受け手の印象を変えるために言葉を言いかえる修辞技法。一つの言葉で矛盾した二つの意味を同時に言い表す表現方法である。
ダブルスピークは婉曲法の形態をとることがあるほか、わざと意味の曖昧な用語を用いることもある。

## 語源
ダブルスピークという用語は1950年代に英語の中に登場したが、これはジョージ・オーウェルの小説『1984年』に由来する。この小説は全体主義のディストピアを描いており、中でダブルスピークという言葉そのものは出て来ないが、ダブルシンク、ニュースピーク、オールドスピーク、ダックスピークといった造語が登場しており、これらの意味的または発音的に類似した作中用語から、やがてダブルスピークという新語が作られた。
ダブルスピークの概念は、特に作中で現れる架空の簡略英語「ニュースピーク」における「B群語彙」に影響を受けている。これは作中で政府が世論や話者の意識を政治的に操作・誘導することを意図して作成した語彙群である。例えば、作中の党スローガン「戦争は平和である」や、軍事を司り永久に戦争を続ける「平和省」、国民に対するプロパガンダを行い歴史と記録を改竄する「真理省」、徹底した統制経済と労働管理で国民を搾取し戦時経済を維持させる「豊富省」などの機関名がその典型であり、こうした造語法が「ダブルスピーク」の概念のもととなった。

## 用例
実際の政府や企業なども、不愉快な事実を伝えるためにしばしば婉曲的な言い回し・事実とは逆の用語の使用・あいまいな言葉の使用などを行っている。これらは「事実を隠して国民の認識を操作するためのダブルスピークである」とも見做すことができる。また、マスコミが人を傷つけないように使い出し、官僚組織も後から使い始めるような政治的に正しい言い換え語も、語彙使用者の認識を操作するダブルスピークの一例といえる。

### 企業

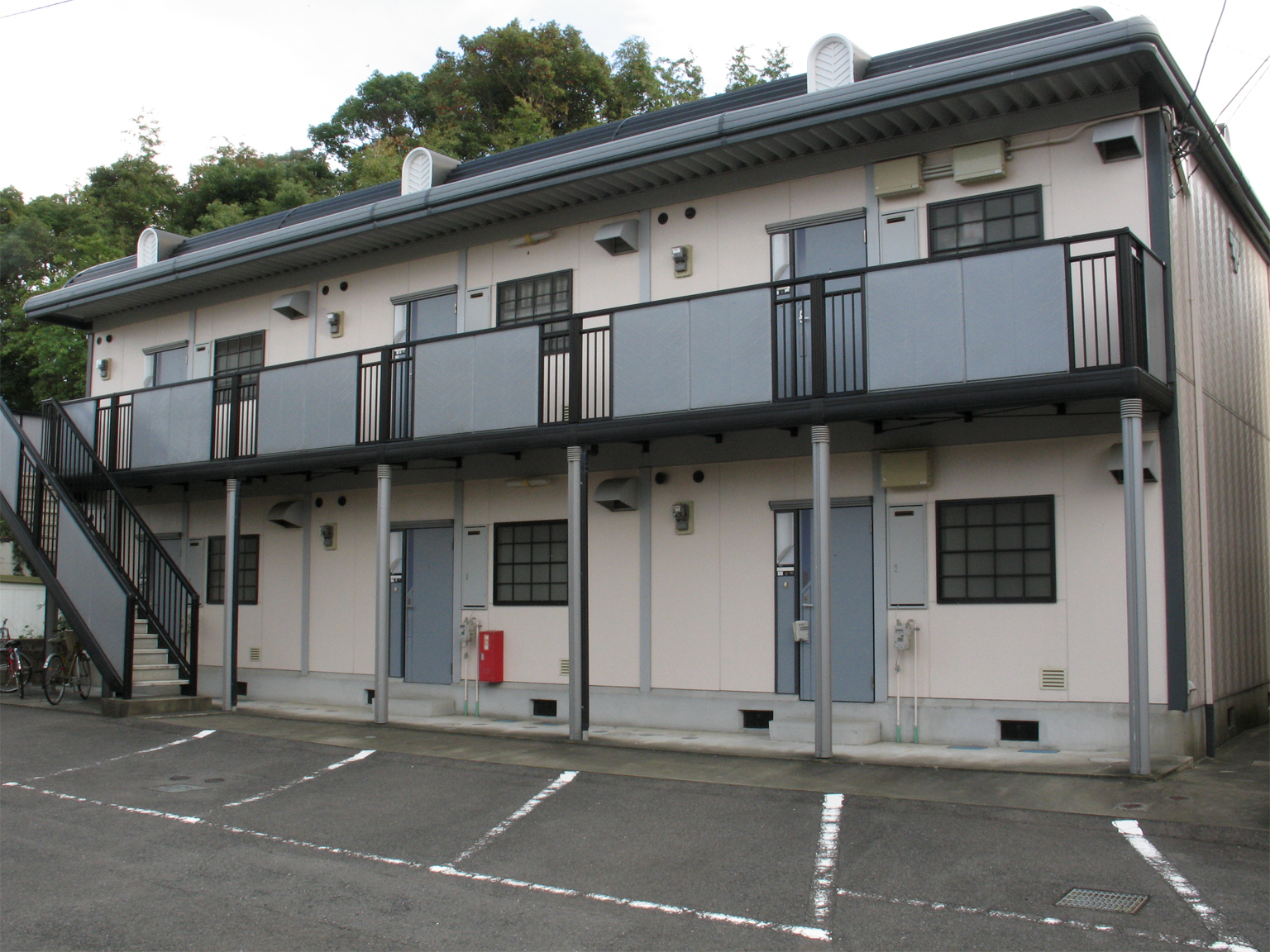
アパートメントハウス。日本ではこの種の建造物がしばしば「マンション（邸宅）」と呼ばれる。

企業もダブルスピークを活用して企業や商品の印象や社員の士気を損ねまいとする。古い例では「上等、中等、下等」を「松竹梅」や「天地人」という雅語に置き換える例がある。盗難保険・火災保険・失業保険などの例に倣えば、「死亡保険」「病気保険」と呼ばれるべき保険が、生命保険・健康保険と正反対の語で呼ばれる。
日本で鉄道が開業した当初は、客車を上等・中等・下等の3種類に分けていたが、それらの表現が「上等を選ぶ客は金持ち」「下等を選ぶ客は貧乏人」と乗客の所得階層を規定してしまうようになるため、乗客の気分を害さない様に呼び名をそれぞれ一等車・二等車・三等車へ変更、そして、車両の形式表記には、いろは順に倣って、一等車を「イ」、二等車を「ロ」、三等車を「ハ」とし、さらに戦後しばらくすると「一等」が廃止されグリーン車・普通車となり、前述の車両の形式表記は、一等車が消滅したため、 グリーン車が前述の旧制二等車に該当するため「ロ」に、普通車は旧制三等車に該当するため「ハ」となっている。2011年3月、東日本旅客鉄道が70年ぶりにこの「一等」を「グランクラス」として新幹線で、2013年には九州旅客鉄道が寝台列車「ななつ星 in 九州」で「DXスイート」として復活させた。客船と旅客機の客室の区分はそれぞれファーストクラス、ビジネスクラス、エコノミークラスと呼ばれ、等級の差が言葉に表れないように配慮されている。
日本の不動産の業界ではコンドミニアムなど集合住宅、「アパートメントハウス(apartment house)」をかつては「アパート」と呼んでいたが「貧乏くさい」というイメージがついたため「マンション」と言い換えがなされた。「マンション」のほか「ハイツ」（heights：本義は「高台」）「ハイム」（Heim：本義は「家屋」）など外国語での言い換えが行われたが、「レジデンツ(Residenz：本義は「邸宅」)」や「パレス(palace：本義は「宮殿」)」のように、本来の意味から離れたものもある。
これらは、日本の消費者の行動心理として「自分は金持ちではないが貧乏ではない」という中流意識があり、ビジネスの分野では「『松竹梅』の『竹』を売れ」とも言われる。そのため上等なものは上述のように「グランド（grand）」「デラックス(deluxe)」「ラグジュアリー（luxury）」など高級なイメージの言葉を使用する一方、下等なものは「エコノミー（経済的）」「格安」「リーズナブル（合理的）」といった経済的合理性に訴える表現を使うことで消費者に「自分は金持ちではないが貧乏ではない」と意識に訴えかけるマーケティングを展開している。
アメリカ企業などでは「レイオフ」「ダウンサイジング（事業のスリム化）」「リストラ（事業再構築）」「ヘッドカウント・アジャストメント（人員数の適正化）」といった語彙のもとに社員の整理解雇や事業からの撤退を行ってきた。1990年代に人気を博した新聞コミック『ディルバート』は、ROEの最大化など数字目標達成の圧力にさらされたアメリカ企業で、上司の思いつき同然の事業再構築に振り回される社員を突き放して描き、企業の官僚組織化を皮肉ったが、ビジネス用語や会計用語を乱用したダブルスピーク同然の新政策や理解不能な社内新用語がしばしば話題となった。製品の苦情に対しても、しばしば「仕様（非対応）」などの用語が欠陥や設計ミスを認めない意味で使用される。
身近な例では「監視カメラ」を「防犯カメラ」と呼んだり、「労働者派遣」が正式名称であるにもかかわらずあえて「人材派遣」を用いたり、子供向け雑誌上での「通信販売」が「応募者全員サービス」という呼び名で実施されることがある。

### マスコミ
差別に使われる語彙に関して、日本でも諸外国同様1960年代～1970年代に人権団体など多くの団体により抗議が相次いだ。これに対しポリティカル・コレクトネスに配慮した用語がアメリカなどでは広く使用されることが多い。また、日本では、マスコミの側で市民団体の抗議などを想定して事前に表現の自主規制を行い多くの言葉の使用を自主的に規制しており、マスコミの一律規制や事なかれ主義の官僚的な態度の表れであったりする場合もある。しかし、こうした規制や言い換え、婉曲話法は差別される側が望まない場合もあったり、「むしろ却って差別意識を助長する」という逆効果が指摘されたりすることもある。
報道時の言い換えとしては飛び込み自殺が「人身事故」（鉄道人身障害事故）、「強姦」が「婦女暴行」、「売春」が「援助交際」に変えられる例が頻繁に見られる。

### 政治
ダブルスピークの語源となった小説「1984年」は、ファシズムや当時の共産主義政権の矛盾を暴露するものであったが、同時に英米などの民主主義の国家であっても同様の状態に陥る恐れが少なからずあることを警告している。実際に、ダブルスピークは、ファシズム国家や東側諸国などの専制国家において明瞭かつ典型的な例が存在するが、民主主義国家においても珍しいものではない。具体例を以下に挙げる。
- 「軍事」や「軍備」は、自国の事に関しては「安全保障」や「防衛」と呼ばれる。
- 偵察衛星は、日本が使用するもののみ国内向けには「情報収集衛星」と呼ばれる。
- 冷戦下の各国では、反共主義団体が「自由」、逆に共産主義勢力が「平和」という用語を多用したが、これらの用法はしばしばダブルスピークの様相を呈した。
- 戦争を仕掛けた国がそれを「戦争」だと公式に認めない[注 5]。
- アメリカにおける日系人の強制収容の例では、強制収容所をRelocation Centers（転住センター）と言い換えていて、「1984年」の"Joycamp"(強制収容所、直訳は歓喜収容所)を連想させる。
- ナチス・ドイツにおいて、ホロコーストは「ユダヤ人問題の最終的解決」と呼び、オーストリア併合のことを「Heim ins Reich」（ドイツ国への回帰）と称した。
- 冷戦期のソビエト連邦（ソ連）や東欧などの社会主義陣営の特務機関は、「国家保安委員会（KGB）」や「国家保安省（Ministerium für Staatssicherheit）」「人民警察（Volkspolizei）」など、あたかも「国家の主権と国民の安全を守る組織」のような名称を使用していたが、実態は反政府運動や政府内改革運動の摘発と抹殺であった。
- 東ドイツが自国民の逃亡を防ぐために築いたベルリンの壁は、公式には自衛のための「反ファシズム防壁（antifaschistischer Schutzwall）」と呼称された。
- ソ連時代から発行されている新聞プラウダの名称は、ロシア語で「真実」の意味だが、少なくともソ連時代は政府のプロパガンダ紙であり、政府に都合が悪いことは書かれなかった。
- 朝鮮民主主義人民共和国は、国名に「民主主義」とあるが、実際にはトップの世襲による独裁が3代続いている。民主主義の根幹とも言える選挙は、他国のオブザーバーといった、外部から検証可能な形では行われた形跡がない。また北朝鮮当局は、選挙の投票率が99パーセント台、賛成率にいたっては100パーセントと、不自然に高い数値を誇示することが常態となっている。